# Partido Social Liberal Andaluz
El Partido Social Liberal Andaluz (PSLA) fue un partido político español de ámbito regionalista y centrista andaluz, fundado y dirigido por Manuel Clavero Arévalo y Antonio José Delgado de Jesús.

## Historia
El partido fue constituido oficialmente el 3 de septiembre de 1976, siendo inscrito oficialmente en el Registro de Partidos Políticos del Ministerio del Interior el 7 de marzo de 1977. Dos meses antes, el 21 y 22 de enero, había realizado su primer congreso de carácter constituyente, en el cual Manuel Clavero fue elegido presidente del partido y Antonio José Delgado como su secretario general.
En las elecciones generales de 1977 formó parte de la coalición de Unión de Centro Democrático —a la cual había ingresado en abril de 1977—, logrando 6 diputados: Manuel Clavero, Manuel Olivencia, Jaime García Añoveros, Javier Rodríguez Alcaide, Antonio José Delgado e Ignacio Huelín.
El 2 de noviembre de 1978 se disolvió para fusionarse en el partido Unión de Centro Democrático.